# Shelby Rogers
Shelby Rogers (Mount Pleasant, 13 de outubro de 1992) é uma ex-tenista profissional americana. Seus melhores rankings foram o 30 de simples e o 40 de duplas. Conquistou seis títulos de simples e dois de duplas no circuito ITF. Também fez parte da equipe campeã dos Estados Unidos na Fed Cup de 2017.
Em agosto de 2024, após encerrar a participação no US Open, Rogers anunciou sua aposentadoria do tênis profissional.

## Finais

### Circuito WTA

#### Simples: 1 (1 vice)
| Campeã — Legenda                    |
| ----------------------------------- |
| Grand Slam (0–0)                    |
| WTA Tour (0–0)                      |
| Premier Mandatory & Premier 5 (0–0) |
| Premier (0–0)                       |
| International (0–1)                 |

| Títulos por Piso |
| ---------------- |
| Duro (0–0)       |
| Grama (0–0)      |
| Saibro (0–1)     |
| Carpete (0–0)    |

| Posição | N. | Data          | Campeonato                           | Piso   | Oponente        | Placar   |
| ------- | -- | ------------- | ------------------------------------ | ------ | --------------- | -------- |
| Vice    | 1. | 13 Julho 2014 | Gastein Ladies, Bad Gastein, Áustria | Saibro | Andrea Petkovic | 3–6, 3–6 |

#### Duplas: 1 (1 vice)
| Legenda                             |
| ----------------------------------- |
| Grand Slam (0–0)                    |
| WTA Tour (0–0)                      |
| Premier Mandatory & Premier 5 (0–0) |
| Premier (0–0)                       |
| International (0–1)                 |

| Posição | N. | Data          | Torneio                           | Piso   | Parceira      | Oponentes                                    | Placar           |
| ------- | -- | ------------- | --------------------------------- | ------ | ------------- | -------------------------------------------- | ---------------- |
| Vice    | 1. | 19 Abril 2015 | Copa Colsanitas, Bogotà, Colômbia | Saibro | Irina Falconi | Paula Cristina Gonçalves Beatriz Haddad Maia | 3–6, 6–3, [6–10] |